# Tachibana-dera
Tachibana-dera (jap. 橘寺) – jedna z najstarszych świątyń buddyjskich w Japonii, położona w wiosce Asuka w prefekturze Nara. Tradycyjnie uważa się, że świątynię założył sam Książę Shōtoku w 606 roku, w miejscu swojego urodzenia i wcześniejszej rezydencji matki. Nazwa świątyni, "Tachibana", pochodzi od drzew mandarynkowych, które rosły w tym miejscu od starożytności. Obecnie należy do szkoły Tendai-shū buddyzmu.

## Historia
Lokalizacja świątyni jest historycznie znacząca, gdyż to tu urodził się książę Shōtoku, uznawany za jedną z kluczowych postaci wczesnej historii Japonii i propagatora buddyzmu. Pierwotnie na tym obszarze znajdowała się rezydencja jego matki. Zgodnie z tradycją, świątynia została założona przez księcia Shōtoku w 606 roku. .

## Architektura i zbiory
Obecne budynki świątynne w Tachibana-dera są rekonstrukcjami, jednak zachowały tradycyjny styl architektury japońskiej. Wśród najważniejszych obiektów na terenie świątyni znajdują się:
- Hondo (Główna Sala) – centralny budynek kultu.
- Nibo-Sekiso – unikalne kamienne posągi, przedstawiające dwie twarze: jedną radosną i uśmiechniętą, symbolizującą "dobro", oraz drugą, gniewną i cierpiącą, symbolizującą "zło". Posągi te symbolizują dualizm ludzkiej natury i są często interpretowane jako reprezentacje stanu umysłu, zależnego od podążania ścieżką dobra lub zła[2].
- Pozostałości po pięciokondygnacyjnej pagodzie – zachowały się jedynie kamienne fundamenty, wskazujące na dawne rozmiary kompleksu[3].